# Wild Muse
Wild Muse è un album del duo di chitarristi Strunz & Farah, pubblicato nel 1998.

## Tracce
1. Camino Real – 5:43
2. La Sirena – 5:55
3. China Moon – 4:58
4. Alisio – 5:53
5. Manzanillo – 5:20
6. Nuevo Sol – 4:36
7. Zagros – 5:14
8. El Faraón – 5:23
9. Natural Flow – 5:30
10. Joya Perdida – 4:32
11. Manos del Tiempo – 5:24

## Musicisti
- Jorge Strunz: Chitarra acustica
- Ardeshir Farah: Chitarra acustica